# Лінза Френеля

Перетин лінзи Френеля (1) та аналогічної меніскової лінзи (2)

Лінза Френеля — складова пилкоподібна лінза, що складається з окремих концентричних кілець або поясів невеликої товщини, кожне з яких забезпечує таке саме заломлення світла, як і аналогічна частина звичайної лінзи. Запропонована Огюстеном Френелем 1820 року.
Перевагою конструкції є мала товщина й вага. Перетини кілець лінзи розраховуються так, щоб забезпечити невелику сферичну аберацію, завдяки чому промені від точкового джерела, поміщеного в фокусі лінзи, після заломлення в кільцях виходять практично паралельним пучком.
Недоліком конструкції є перевідбиття світла на неробочих поверхнях, що призводить до утворення паразитних бліків.
Діаметр лінзи Френеля може становити від мікрометрів до кількох метрів.

## Історія
Ідея створення тоншої й легшої лінзи у вигляді серії кільцевих сходинок приписується Жорж-Луї Леклерку, графу де Буффону. Тоді як Буффон запропонував шліфувати таку лінзу з цільного скла, натомість Маркіз де Кондорсе (1743–1794) запропонував зробити її окремими секціями, встановленими в рамі. Завдяки розробкам французького фізика та інженера Августина-Жан Френеля, багаточастинна лінза стала використовуватись в маяках.
Перша лінза Френеля була використана 1823 року в Кордовському маяку в гирлі Жиронди поблизу однойменного естуарію. Його світло було видно з більш ніж 32 км. Вважається, що шотландський фізик Девід Брюстер згодом переконав Британію також використовувати ці лінзи у своїх маяках.

## Застосування
Лінзи Френеля застосовуються в кіно- та фото- освітлювальних приладах, оптичних системах маяків, автомобільних фарах тощо. Завдяки можливості фокусування інфрачервоного випромінювання, вигнута лінза Френеля використовується у професійних системах відеоспостереження.

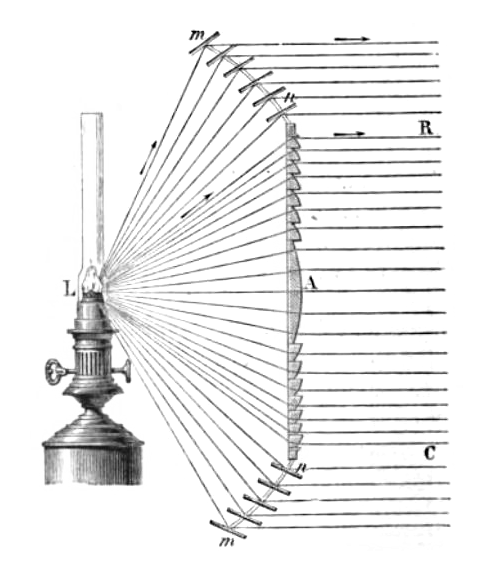
Створення паралельного пучка світла лінзою Френеля (в центрі)

Перетин плоско-опуклої лінзи. Оскільки оптичний ефект досягається криволінійною поверхнею, частина матеріалу лінзи, що не впливає на кривизну, може бути видалена для отримання тоншої лінзи. При цьому лінза стає ступінчастою і складається з кільцевих зон

Основним недоліком лінзи Френеля в порівнянні зі звичайними лінзами і традиційними об'єктивами є високий рівень паразитного засвічення і різного роду «помилкові зображення» через наявність перехідних крайових ділянок між зонами, тому її використання для побудови оптично точних зображень ускладнено.
Проте, вже є позитивний досвід побудови і таких оптичних систем. Перспективним напрямком може бути побудова космічних телескопів діаметром в десятки і сотні метрів з використанням лінз Френеля на основі тонких мембран.
Лінзи Френеля застосовуються:
- В освітлювальних приладах, особливо рухомих, для мінімізації ваги і витрат на переміщення;
- В великогабаритних фокусуючих системах морських маяків, в проєкційних телевізорах, оверхед-проекторах (кодоскопах), фотоспаласі, навігаційних вогнях, світлофорах, залізничних лінзових світлофорах і семафорних ліхтарях і ліхтарях пасажирських вагонів;
- В основі сучасних безокулярних 3D-телевізорів деяких виробників[9];
- В шоломах віртуальної реальності;
- В інфрачервоних (пірометричних) датчиках руху охоронних сигналізацій;
- В лінзових антенах;
- В оптико-локаційної станції винищувача-бомбардувальника п'ятого покоління Lockheed Martin F-35 Lightning II.

В дзеркальних фотоапаратах лінза Френеля використовується замість плоско-опуклою колективної лінзи, яка дзеркалитть зображення вихідної зіниці об'єктиву в площині окуляру видошукача . Таким чином досягається рівномірна яскравість зображення в межах всього кадру і зручність візування. Кільцева структура лінзи маскується матуванням плоскій поверхні, призначеної для фокусування об'єктива, а паразитное розсіювання не впливає на зображення.
Випускаються тонкі плоскі лупи товщиною, меншою за папір, що представляють собою лист прозорого пластику, на якому відтиснута лінза Френеля. Лінза у вигляді пластикової плівки, наклеєної на заднє скло автомобіля, зменшує мертву (невидиму) зону за автомобілем при погляді через дзеркало заднього виду. Перспективним вважається використання лінз Френеля як концентраторів сонячної енергії для сонячних батарей, що дозволило довести ККД сонячних елементів до 44,7 %.

## Галерея

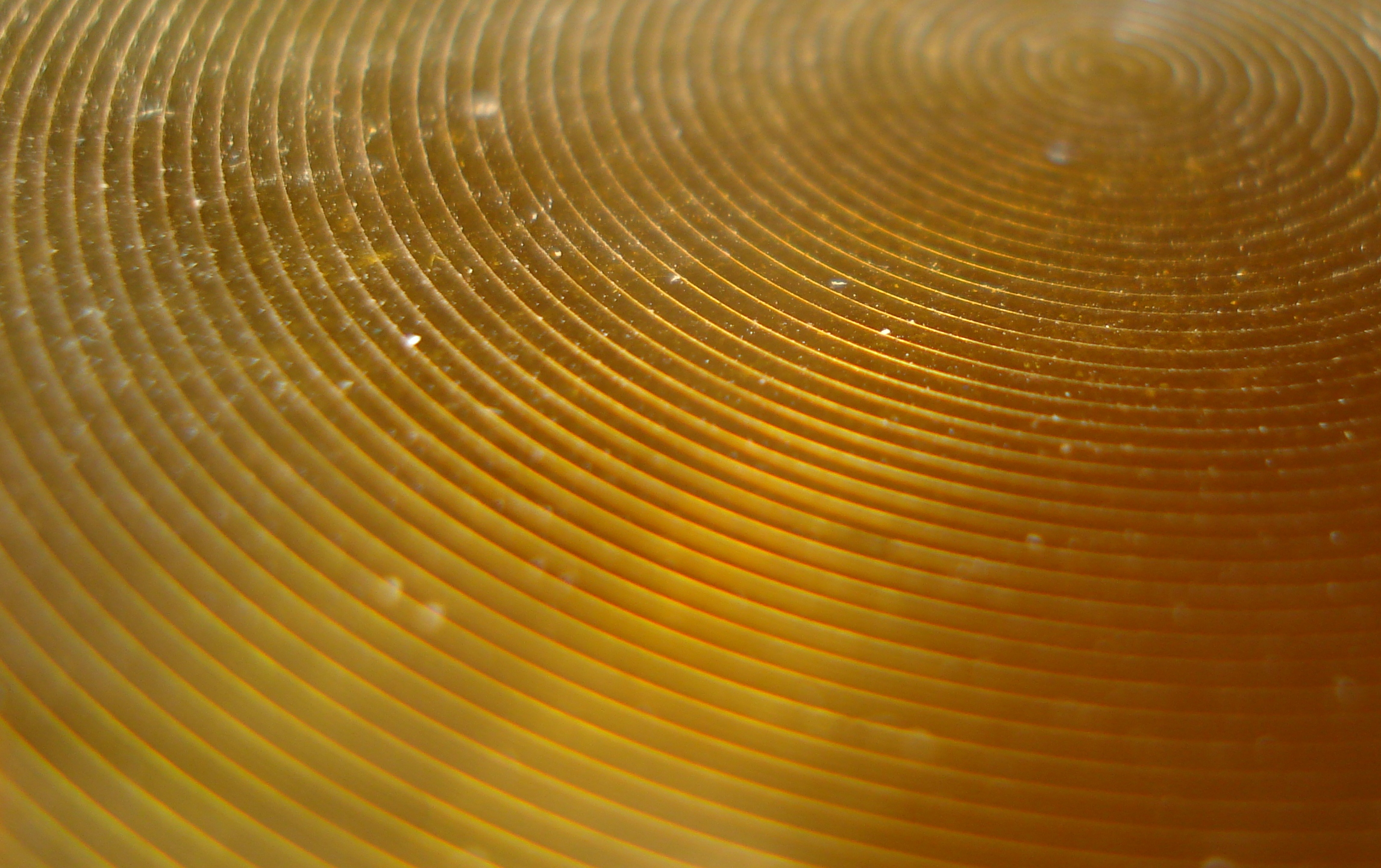
Плаский, тонкий, прозорий і гнучкий пластиковий лист, що має концентричні кола й діє як лінза Френеля
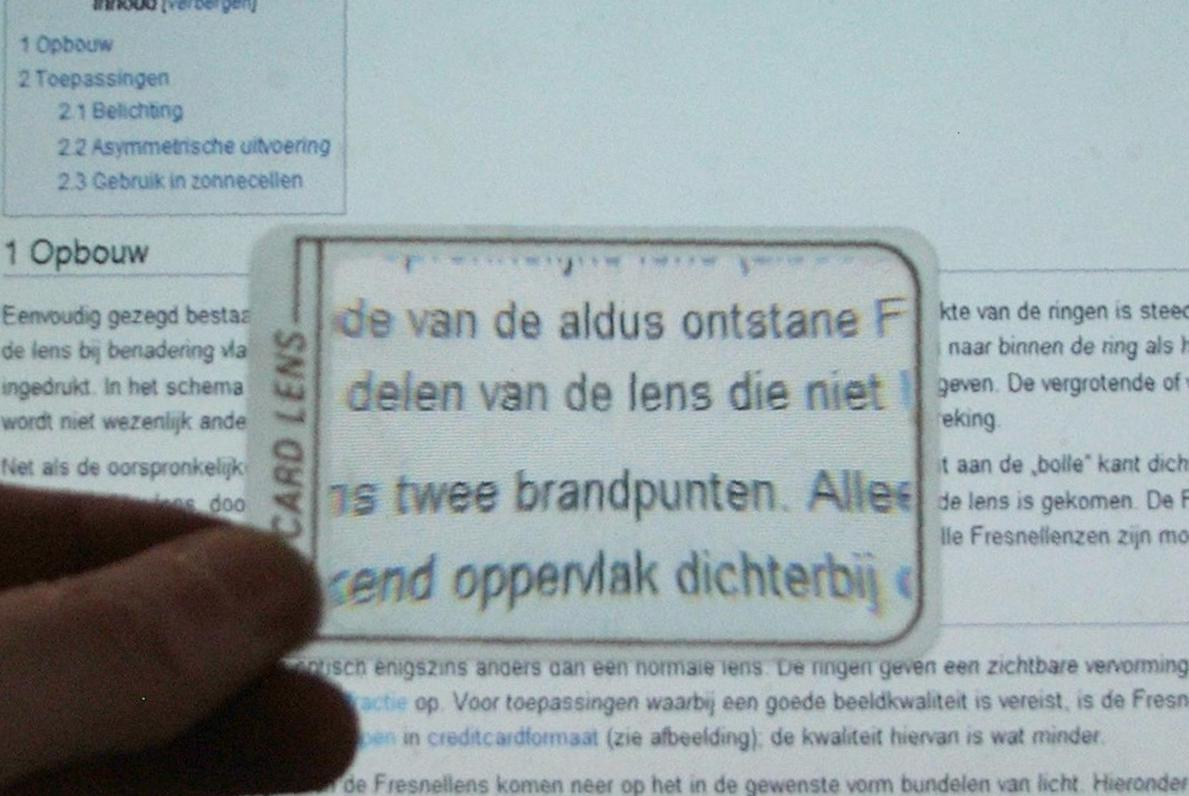
Лінза розміром з кредитну картку
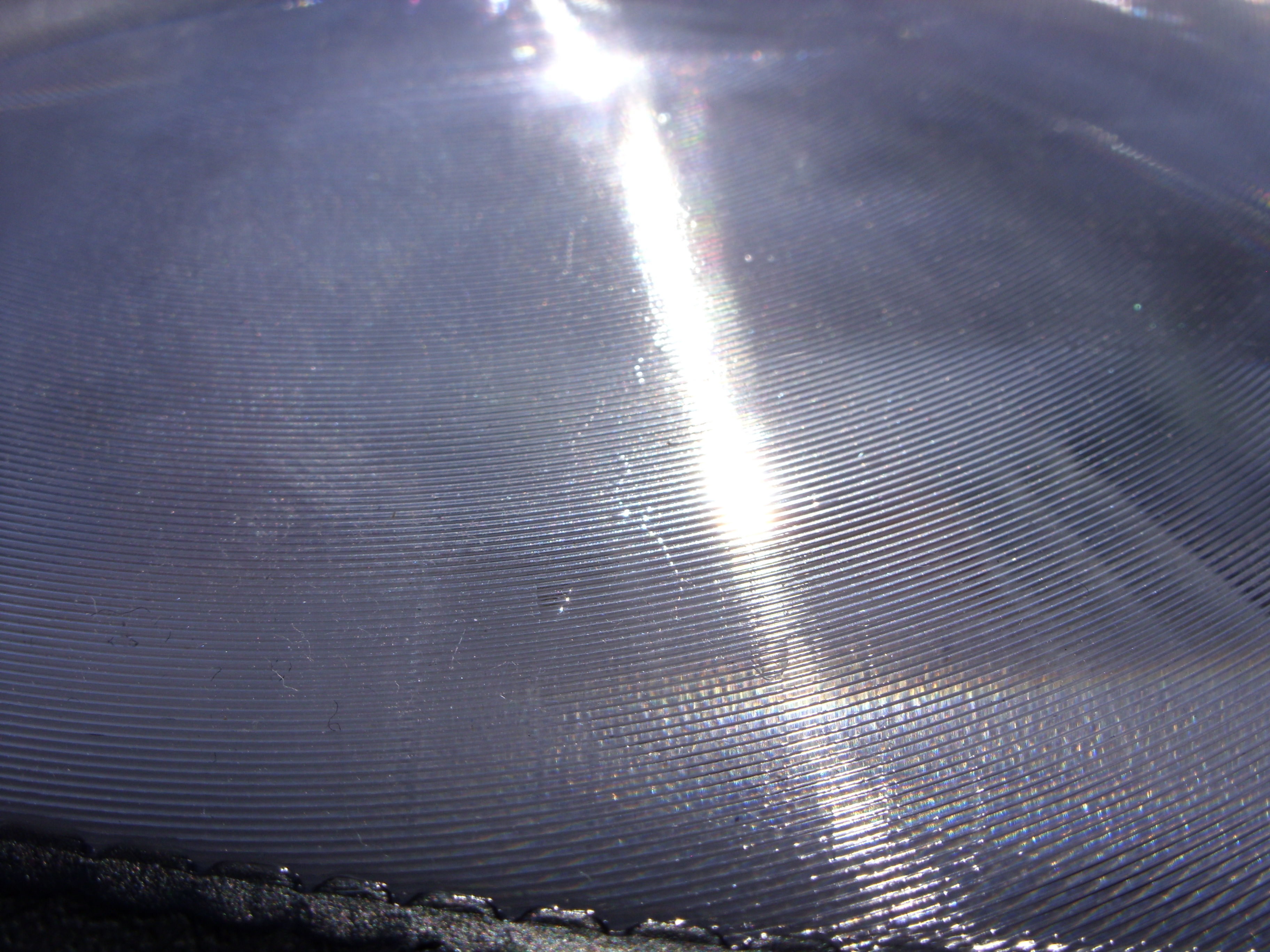
Макрофотографія поверхні лінзи Френеля
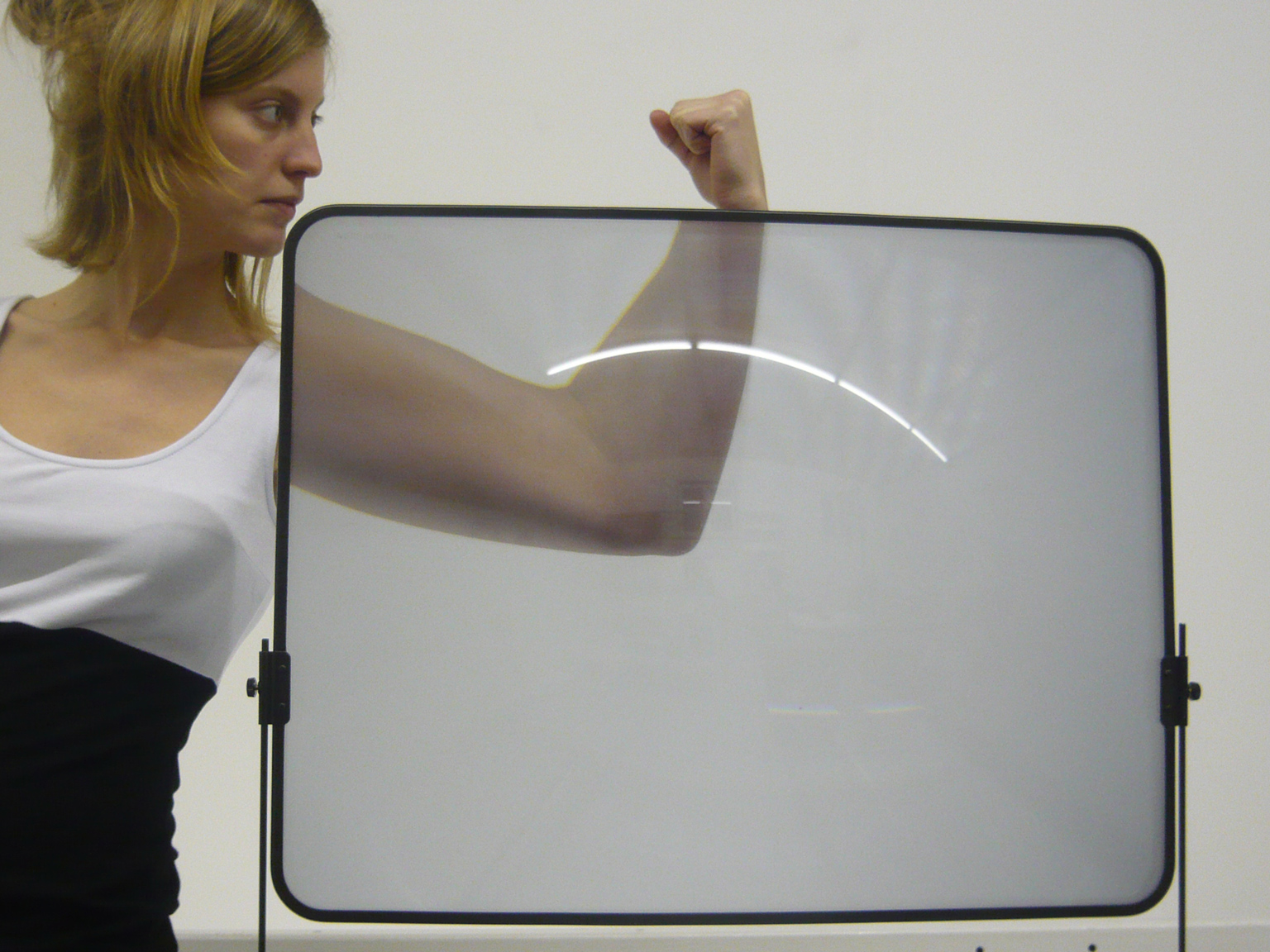
Лінза Френеля для збільшення зображення на екрані телевізора; у цієї лінзи практично відсутня дисторсія
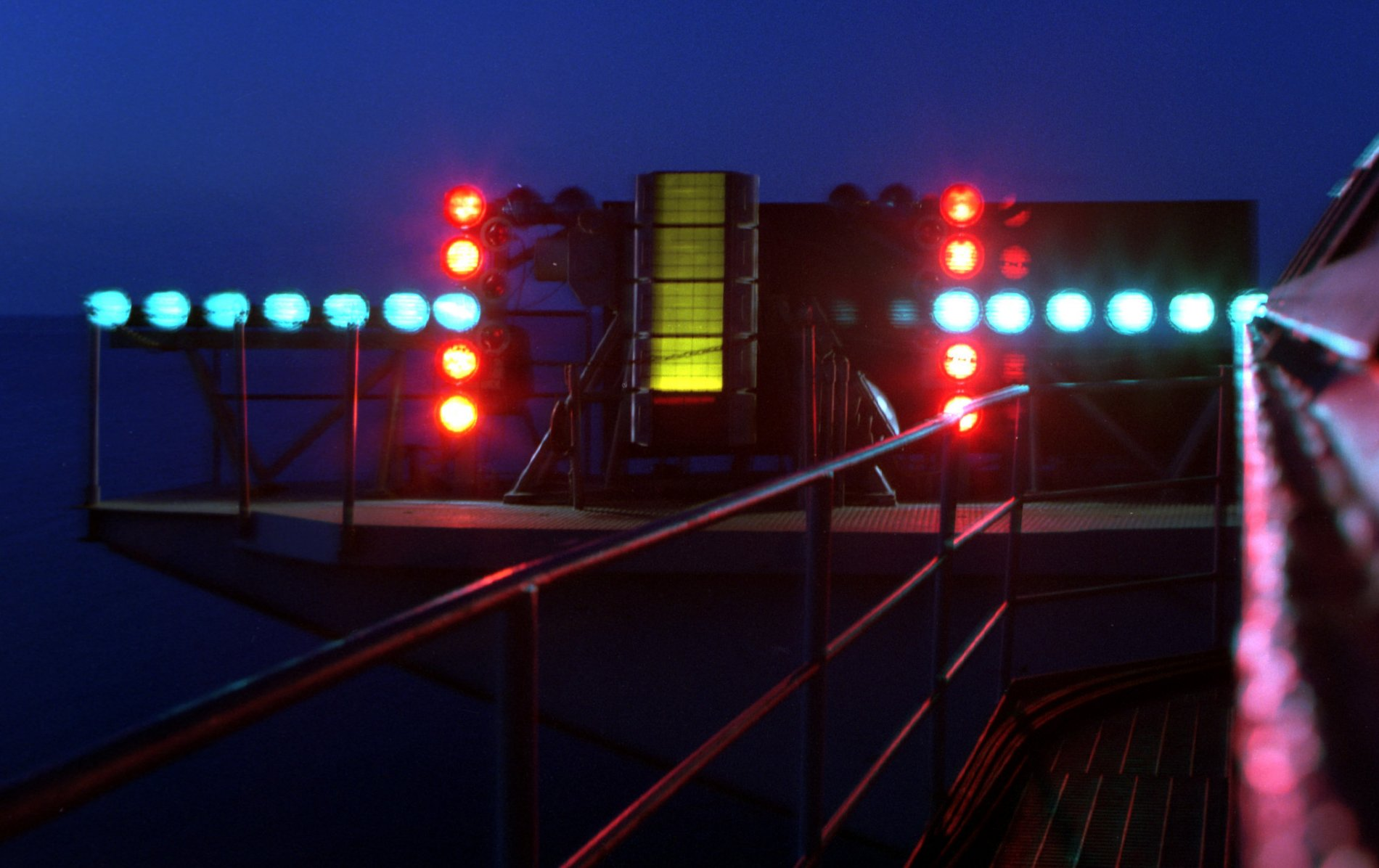
Вигляд освітленого краю кромки оптичної системи посадки лінзи Френеля на борту атомного авіаносця Дуайт Ейзенхауер
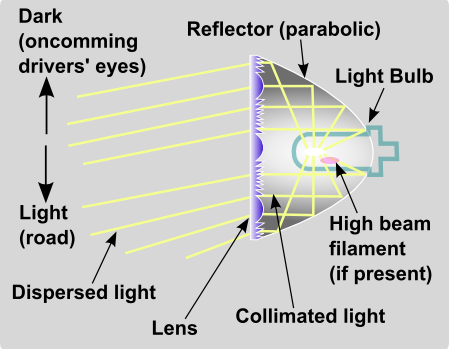
Принципова схема розсіювання світла у фарі, де одна частина світла відбивається від параболічного дзеркала і заломлюється через лінзу Френеля
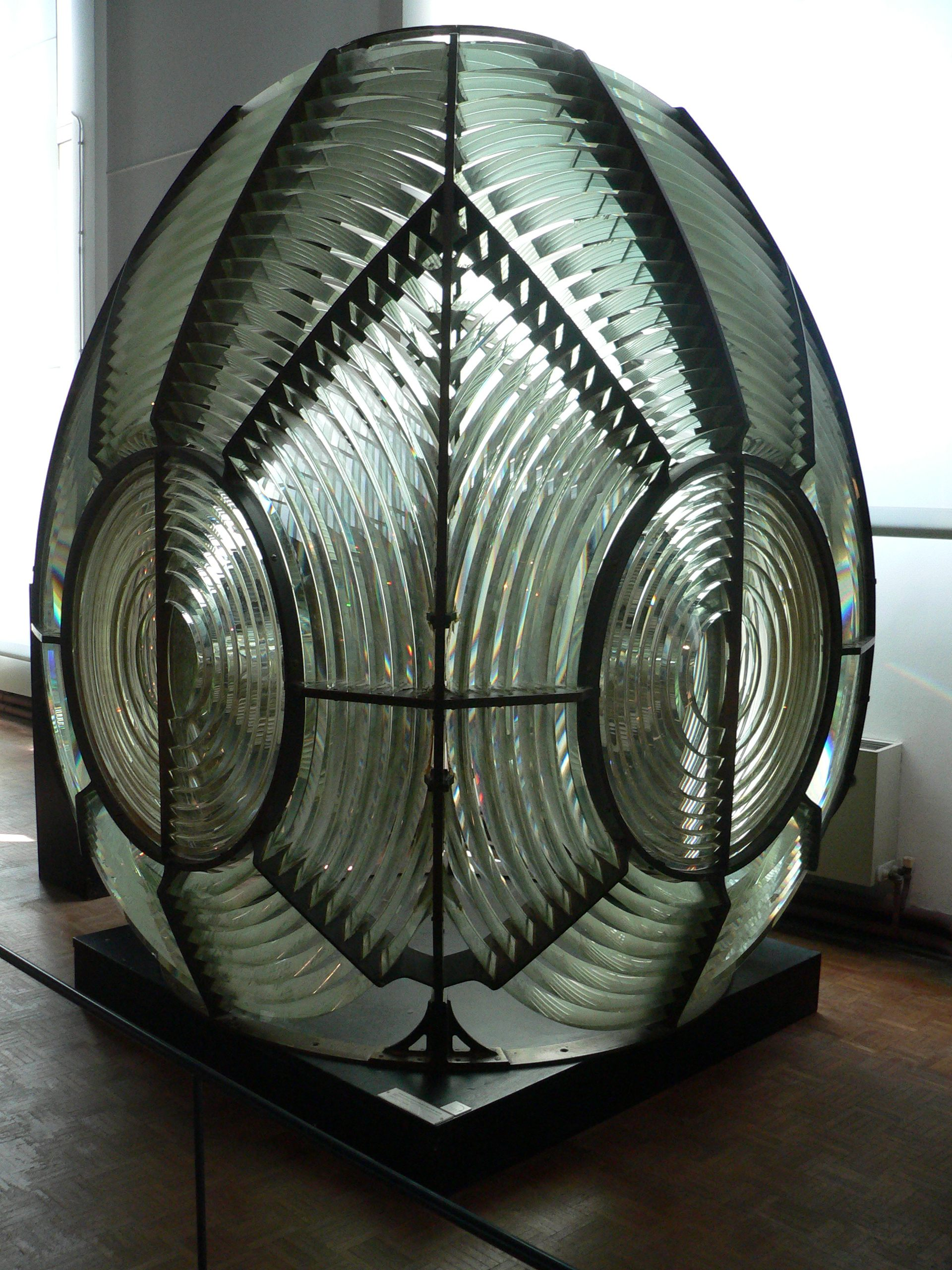
Лінзи Френеля в маяку
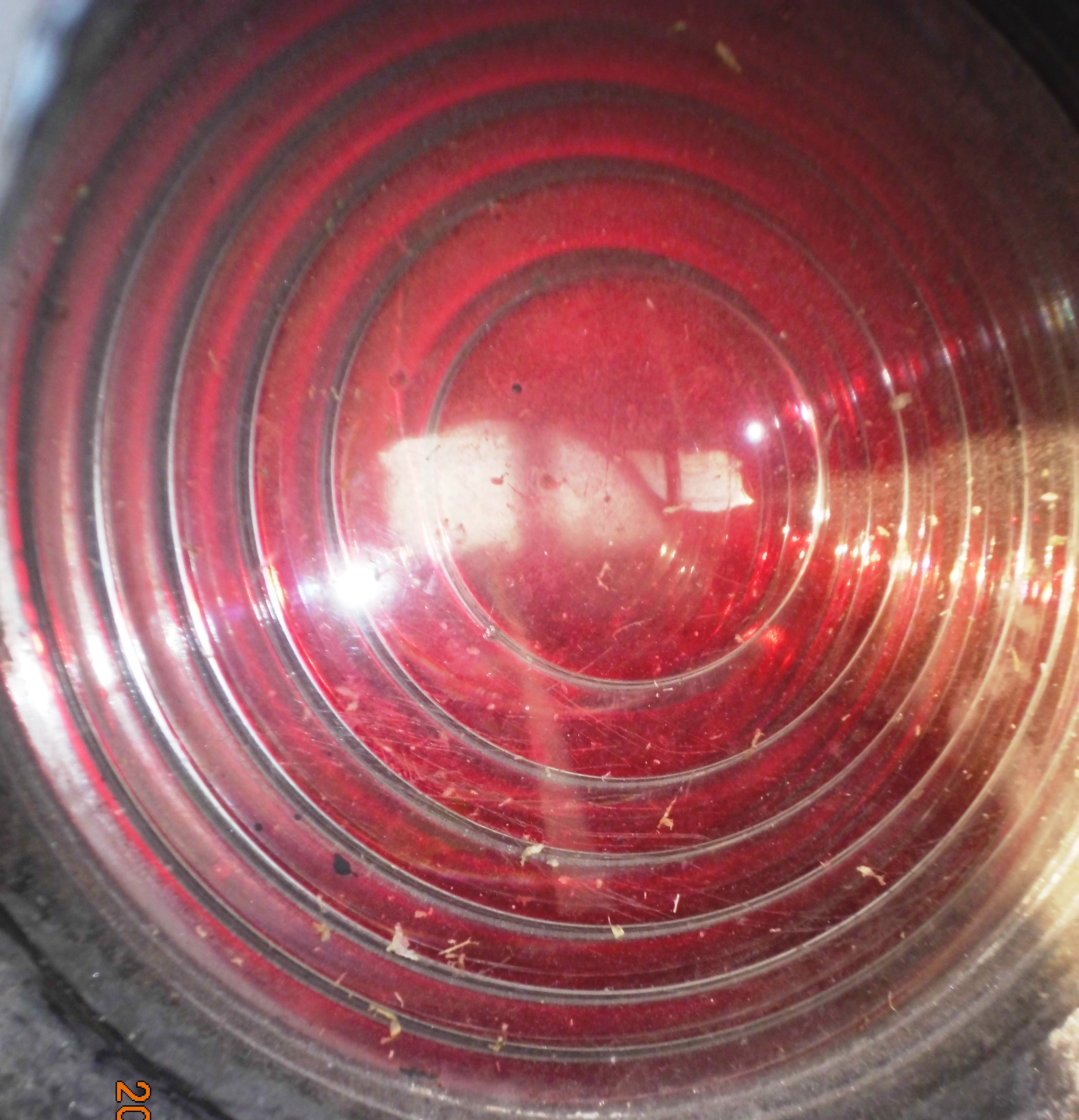
Лінза Френеля маршрутного світлофора